# لی پلتیه
لی پلتیه (انگلیسی: Lee Peltier؛ زادهٔ ۱۱ دسامبر ۱۹۸۶) یک بازیکن فوتبال اهل بریتانیا است.